# Betty Bronson
Pour les articles homonymes, voir Bronson.
Betty Bronson, de son vrai nom Elizabeth Ada Bronson, est une actrice américaine née le 17 novembre 1906 à Trenton, dans le New Jersey, et décédée le 19 octobre 1971 à Pasadena, en Californie (États-Unis).

## Biographie
Elle est décédée à la suite d'une longue maladie[réf. souhaitée].

## Filmographie
- 1922 : L'Émigrée (Anna Ascends) de Victor Fleming (non créditée)
- 1923 : Java Head de George Melford : Janet Ammidon
- 1923 : The Go-Getter (en) d'Edward H. Griffith
- 1923 : His Children's Children de Sam Wood (non créditée)
- 1923 : Twenty-One (en) de John S. Robertson
- 1923 : La Ville éternelle (The Eternal City) de George Fitzmaurice : Page
- 1924 : Peter Pan de Herbert Brenon : Peter Pan
- 1925 : Are Parents People? (en) de Malcolm St. Clair : Lita Hazlitt
- 1925 : Not So Long Ago, de Sidney Olcott : Betty Dover
- 1925 : L'Or rouge (The Golden Princess) de Clarence G. Badger : Betty Kent
- 1925 : A Kiss for Cinderella de Herbert Brenon : Cinderella (Jane)
- 1925 : Ben-Hur (Ben-Hur: A Tale of the Christ), de Fred Niblo : Mary
- 1926 : The Cat's Pajamas de William A. Wellman : Sally Winton
- 1926 : Paradise d'Irvin Willat : Chrissie
- 1926 : Everybody's Acting : Doris Poole
- 1927 : Paradise for Two de Gregory La Cava : Sally Lane
- 1927 : Ritzy de Richard Rosson : Ritzy Brown
- 1927 : Open Range : Lucy Blake
- 1927 : Brass Knuckles de Lloyd Bacon : June Curry
- 1928 : Companionate Marriage : Sally Williams
- 1928 : Le Fou chantant (The Singing Fool) de Lloyd Bacon : Grace
- 1929 : A Modern Sappho
- 1929 : L'Affaire Bellamy (Bellamy Trial) de Monta Bell : Reporter
- 1929 : One Stolen Night : Jeanne
- 1929 : Sonny Boy d'Archie Mayo : Tante Winigred Canfield
- 1929 : Le Signe sur la porte (The Locked Door) de George Fitzmaurice : Helen Reagan
- 1930 : The Medicine Man de Scott Pembroke : Mamie Goltz
- 1931 : Lover Come Back : Vivan Marsh
- 1932 : The Midnight Patrol de Christy Cabanne : Ellen Gray
- 1937 : Yodelin' Kid from Pine Ridge (en) de Joseph Kane : Milly Baynum
- 1961 : Milliardaire pour un jour (Pocketful of Miracles) de  Frank Capra : Mayor's wife
- 1962 : Who's Got the Action? : Mme Boatwright
- 1964 : Police spéciale (The Naked Kiss) de Samuel Fuller : Miss Josephine
- 1968 : Le Fantôme de Barbe-Noire (Blackbeard's Ghost) de Robert Stevenson
- 1971 : Evel Knievel (en) de Marvin J. Chomsky : Sorority House Mother